# بيت ياسين (بني سعد)

تعديل مصدري - تعديل

بيت ياسين هي إحدى قرى عزلة هواع بمديرية بني سعد التابعة لمحافظة المحويت، بلغ تعداد سكانها 144 نسمة حسب تعداد اليمن لعام 2004.